# Bahram Jalayir
Bahram Jalayir (+ 1372 o 1373) fou un amir del clan dirigent dels Jalayirs a Transoxiana, líder d'aquest tuman i aliat a Tamerlà. Era nebot del cap del tuman, Bayazid Jalayir.
El 1362, quan Tamerlà i Amir Husayn eren guerrers errants, Bahram es va unir al grup amb els seus homes. Quan el 1363 van arribar a la zona del riu riu Hirmen (Helmand), Bahram Jalayir va abandonar el grup i es va retirar a l'Índia. No obstant va tornar aviat i el 1364 apareix lluitant al costat de Tamerlà contra els jats o mogols i segons Yazdi fou un dels 200 homes que es van dirigir a Xahrisabz portant branques d'arbre a les cues dels cavalls per aixecar una gran polseguera donant la sensació de que era un gran exèrcit, davant la qual cosa el governador de Kish alarmat va fugir.
El 1365 Tamerlà es va sincerar amb alguns amirs i va confessar que no confiava amb Amir Husayn i no li agradava la seva avarícia i el seu caràcter. Bahram Jalayir i Shir Bahram Khuttalani que mai havien dit res de l'odi que tenien per Husayn, van exposar aleshores que també eren hostils a Husayn. Bahram Jalayir va anar a assegurar la fidelitat del tuman dels Jalayirs a Khujand, que estava liderat pel seu cosí Ali Dervix Jalayir, i al mateix temps Tamerlà li va encomanar altres tasques (agafar a l'amir enemic Musa Taychi'ut); l'acompanyaven dos fidels personals de Timur, els amirs Jaku Barles i Abas Bahadur. Bahram va saquejar les terres de Musa Taychi'ut i el va obligar a fugir; a Ali Dervix el va poder desposseir del comandament de la tribu Jalayir (sens dubte mercès a l'ajut de Tamerlà), que va agafar per a si mateix, però desconfiant de que l'enfrontament entre Husayn i Tamerlà fos de llarga durada, va romandre a la frontera del Mogolistan sense retornar. Estava clar que alguns amirs no tenien fe en un trencament definitiu dels dos aliats i en tot cas, si es produïa, no tenien fe en la victòria de Tamerlà. Bahram Jalayir es va quedar al Mogolistan on va reforçar els llaços tradicionals dels Jalayir amb el kan de Mogolistan i va rebre el govern de Taixkent (vers 1366); però si que van retornar l'amir Jaku Barles i l'amir Abas Bahadur, amb les forces militars que anaven amb ells i que havien estat decisius en la expulsió d'Ali Dervix, el que va reforçar considerablement l'exèrcit timúrida. Bharam Jalayir va estar allunyat del conflicte (a diferència de Shir Bahram Kuttalani que per un temps va estar aliat a Amir Husayn, que el va saber convèncer). El 1367 no obstant, Bahram Jalayir i un altre amir, Kai Khusraw Khuttalani (Ky Khusero) van escriure a Timur comunicant el primer que volia tornar al servei de Tamerlà i el segon que havia desertat el camp de Husayn i s'havia refugiat a Khanchyn amb Bahram Jalayir.
Husayn havia fet algunes incursions de saqueig contra els jats del Mogolistan. Set mil cavallers estaven disposats esperant a Taixkent per la revenja. Tamerlà va anar a Taixkent on es va trobar amb Ky Khuseru (Kai Khusraw) i amb Bahram Jalayir. Tamerlà va negociar l'aliança amb els dos homes que se li havien ofert. Khai Khusraw tenia odi a Husayn per l'assassinat del seu germà Kai Kobad Khuttalani, i encara que estava còmodament assentat a Mogolistan (estava casat amb una filla del Khan Tughluq Timur de Mogolistan), va entrar en aliança amb Tamerlà. Bahram hi va posar molta menys passió, però havia estat criat per Tamerlà i l'havia recolzat als moments més durs a l'exili. L'aliança es va segellar amb l'enllaç entre una filla de Kai Khusraw que acabava d'entrar en l'edat de la pubertat, i el fill de Tamerlà, Jahangir ibn Timur; Bahram Jalayir, fou restaurat en tots els seus drets, rangs i càrrecs, i va donar el consentiment a l'aliança. Durant un mes hi va haver festa a Taixkent a causa de l'enllaç. Estant allí Tamderlà va rebre informació que un gran exèrcit de Husayn, dirigit per Musa Taychi'ut, Shaikh Muhammad ibn Buyan Sulduz i Oljeitu Apardi estava acampat a Saryelak; va marxar amb Ky Khuseru (Kai Khusraw), contra aquest exèrcit per a un atac sobtat; Bahram Jalayir va rebre el comandament de la rereguarda. L'atac fou victoriós però Bahram no hi va participar de fet.
El 1370 Tamerlà va ocupar Balkh i Amir Husayn fou executat. Les seves esposes es van repartir; Tamerlà se'n va quedar quatre i les altres foren concedides a alguns amirs, i entre aquestes, Sevinj Qutlug Agha, germana del ex kan Tarmaixirin i esposa anterior de Bayazid Jalayir i mare d'Ali Dervix Jalayir, que fou concedida a Bahram Jalayir (que era un aliat incert i que no consta que s'hagués mogut del Mogolistan (Taixkent) en suport efectiu de Tamerlà.
El 1371 es va revoltar Kepek Timur, cap de l'horda de Timur al Mogolistan (formada per algunes hordes mogoles que havien acceptar la sobirania de Tamerlà poc temps abans) i Bahram Jalayir, que romania a Taixkent com a governador del kan de Mogolistan des de 1366, finalment va decidir cooperar obertament amb Tamerlà i es va oferir voluntàriament a acompanyar a l'exèrcit de Tamerlà en contra dels rebels. En la campanya van participar tropes manades per Shaikh Ali Bahadur, Abas Bahadur i Khetai (Katai) Bahadur. Una part dels Jalayirs no estaven satisfet amb el lideratge de Bahram, i van veure una oportunitat per assassinar-lo; el capità Beter Kuji dirigia als conjurats però Bahram, assabentat d'aquestes intencions, es va separar de la seva columna amb una guàrdia personal i es va refugiar amb la de Shaikh Ali Bahadur. En aquell moment els dos exèrcits es van albirar però estaven separats pel riu Aishe Khutun: quan l'exèrcit reial va arribar a la riba del riu, Khetai Bahadur, que havia ofès al seu oficial superior per alguna imputació contra el seu coratge, va treure la seva espasa, va esperonar al seu cavall i va creuar el camp en direcció cap a l'estàndard de Kepek Timur, però va ser immediatament envoltat pels soldats del rebel Kepek. Shaikh Ali i les seves tropes, mentre, havien creuat el riu i van enfrontar a l'enemic salvant a Khetai de morir; els de Kepek, alarmats per la força de l'atac, es van trencar i finalment, al arribar la nit, els rebels van fugir en totes direccions. Shaikh Ali finalment va acordar la pau amb Kepek i, després d'haver castigat severament els amotinats de la divisió de Bahram Jalayir, va tornar a Samarcanda. Timur no va aprovar l'acord de pau amb el rebels. Això devia passar a l'estiu del 1371.
Es la darrera vegada que Bahram es esmentat. El 1374 ja l'havia succeït el seu fill Adil Shah Jalayir, per lo que va morir entre 1372 i 1373.